# Lista de bandeiras sul-sudanesas
A seguir esta uma lista de bandeiras usadas no Sudão do Sul.

## Bandeira nacional
| Bandeira | Data          | Uso                                 | Descrição |
| -------- | ------------- | ----------------------------------- | --- |
|          | 2023–presente | Bandeira do Sudão do Sul            | Uma bandeira tricolor horizontal de preto, vermelho e verde, com listras brancas; com um triângulo equilátero azul na parte lateral da bandeira, ostentando uma estrela dourada. |
|          | 2011–2023     | Bandeira do Sudão do Sul            | Cores alternativas. |
|          | 2023–presente | Bandeira do Sudão do Sul (vertical) | |
|          | 2011–2023     | Cores alternativas                  | |

## Bandeira do governo
| Bandeira | Data          | Uso                                     | Descrição |
| -------- | ------------- | --------------------------------------- | --- |
|          | 2023–presente | Bandeira do Presidente do Sudão do Sul. | Uma bandeira tricolor horizontal de preto, vermelho e verde, com listras brancas; com um triângulo equilátero azul na lateral do mastro, ostentando uma estrela dourada e o brasão nacional no centro. |

## Bandeiras de grupos étnicos
| Bandeira | Data        | Uso                 | Descrição                                                                                          |
| -------- | ----------- | ------------------- | -------------------------------------------------------------------------------------------------- |
|          | ? -presente | Bandeira dos baris  | Uma faixa com 7 listras horizontais, sendo 2 listras azuis, 2 listras verdes e 3 listras douradas. |
|          | ? -presente | Bandeira dos dincas | Uma bandeira tricolor horizontal de vermelho, amarelo e verde separada por duas linhas pretas.     |

## Bandeiras militares
| Bandeira | Data          | Uso                                         | Descrição                                                       |
| -------- | ------------- | ------------------------------------------- | --------------------------------------------------------------- |
|          | 2011–presente | Bandeira das Forças Armadas do Sudão do Sul | Um tricolor de preto, vermelho e verde com o emblema no centro. |
|          | 1991–presente | Bandeira do Exército Branco Nuer            | 4 listras horizontais de vermelho, preto, branco e verde.       |

## Bandeiras de partidos políticos
| Bandeira | Data          | Usar                                                 | Descrição |
| -------- | ------------- | ---------------------------------------------------- | --- |
|          | 1983–1995     | Bandeira do Movimento Popular de Libertação do Sudão | Uma bandeira tricolor horizontal de preto, vermelho e verde, com listras brancas e um triângulo equilátero azul claro na lateral do mastro, ostentando uma estrela vermelha. |
|          | 1995          | Bandeira do Movimento Popular de Libertação do Sudão | Semelhante à bandeira nacional. |
|          | 1995–presente | Bandeira do Movimento Popular de Libertação do Sudão | |
|          | 1995–presente | Bandeira do Movimento Popular de Libertação do Sudão | |

## Bandeira subnacional
| Bandeira | Data        | Uso                                         | Descrição |
| -------- | ----------- | ------------------------------------------- | --------- |
|          | ?- presente | Bandeira da Equatória Central               |           |
|          | ?- presente | Bandeira da Equatória Oriental              |           |
|          | ?- presente | Bandeira de Juncáli                         |           |
|          | ?- presente | Bandeira do Estado dos Lagos                |           |
|          | ?- presente | Bandeira do Bahr-El Ghazal do Norte         |           |
|          | ?- presente | Bandeira do Estado de Unidade               |           |
|          | ?- presente | Bandeira do Alto Nilo                       |           |
|          | ?- presente | Bandeira deUarabe                           |           |
|          | ?- presente | Bandeira do Bahr el Ghazal Ocidental        |           |
|          | ?- presente | Bandeira da Equatória Ocidental             |           |
|          | ?- presente | Bandeira de Abiei                           |           |
|          | ?- presente | Bandeira de Pibor                           |           |
|          | ?- presente | Bandeira da Área administrativa de Ruuengue |           |
|          | ?- presente | Bandeira de Juba                            |           |

## Bandeiras históricas

### Império Otomano(Sudão Turco-Egípcio)
| Bandeira | Data      | Uso                                                   | Descrição                                                                                  |
| -------- | --------- | ----------------------------------------------------- | ------------------------------------------------------------------------------------------ |
|          | 1820–1844 | Bandeira do Império Otomano                           | Um campo vermelho com uma lua crescente branca e uma estrela de 8 pontas.                  |
|          | 1844–1899 | Bandeira do Império Otomano                           | Um campo vermelho com uma lua crescente branca e uma estrela de 5 pontas.                  |
|          | 1820–1844 | Bandeira do Egito Otomano                             | Bandeira vermelha com um crescente branco contendo uma estrela branca de sete pontas.      |
|          | 1844–1867 | Bandeira do Egito Otomano introduzida por Maomé Ali   | Bandeira vermelha com um crescente branco contendo uma estrela branca de cinco pontas.     |
|          | 1867–1881 | Bandeira do Quedivato do Egito                        | Bandeira vermelha com um crescente branco, contendo três estrelas brancas de cinco pontas. |
|          | 1881–1899 | Bandeira do Quedivato do Egito sob ocupação britânica | Idêntica à bandeira nacional usada entre 1844 e 1867.                                      |

### Sudão Madista
| Bandeira | Data      | Uso                                                         | Descrição                                                                         |
| -------- | --------- | ----------------------------------------------------------- | --------------------------------------------------------------------------------- |
|          | 1881–1899 | Bandeira usada durante a Guerra Madista e no Sudão Mahdista | Um campo dourado com bordas azuis e vermelhas e uma escrita árabe azul no centro. |
|          | 1881–1899 | Estandarte Negro usado no Sudão Mahdista                    | Um campo preto simples.                                                           |

### Império Belga
| Bandeira | Data      | Uso                                                | Descrição |
| -------- | --------- | -------------------------------------------------- | --- |
|          | 1894–1910 | Bandeira da Bélgica                                | Um tricolor vertical de preto, amarelo e vermelho.                                                                      |
|          | 1894–1910 | Bandeira do Estado Livre do Congo e do Congo Belga | Uma bandeira amarela de cinco pontas em um fundo azul.                                                                  |
|          | 1894–1910 | Bandeira do Enclave de Lado                        | Um campo azul com uma sautor amarela que se estende até os cantos da bandeira e 4 estrelas amarelas em cada canto azul. |

### Sudão Anglo-Egípcio
| Bandeira | Data          | Uso | Descrição |
| -------- | ------------- | --- | --- |
|          | 1899–1956     | Bandeira do Reino Unido, também conhecida como Union Jack | Uma sobreposição das bandeiras da Inglaterra e da Escócia com a Bandeira de São Patrício (representando a Irlanda). |
|          | 1899–1914     | Bandeira do Quedivato do Egito sob ocupação britânica | Idêntica à bandeira nacional usada entre 1844 e 1867. |
|          | 1914–1923     | Bandeira do Sultanato do Egito | Bandeira vermelha com três crescentes brancos, cada um contendo uma estrela branca de cinco pontas. |
|          | 1923–1956     | Bandeira do Reino do Egito e Bandeira Co-Oficial da República Árabe do Egito | Bandeira verde com um crescente branco contendo três estrelas brancas de cinco pontas. |
|          | 1952–1956     | Bandeira da Revolução Egípcia de 1952 e da República do Egito A bandeira monárquica verde permaneceu como bandeira nacional do Egito até 1958, mesmo após a proclamação da República. | Após a Revolução de 1952, os Oficiais Livres mantiveram a bandeira do Reino, mas também introduziram as cores da antiga bandeira da República do Egito, com faixas horizontais vermelhas, brancas e pretas, com o emblema da Revolução, a Águia de Saladino, na faixa central, com um escudo verde com um crescente branco e cinco estrelas. |
|          | 1899–1956     | Bandeira do Governador Geral Britânico | Uma Union Jack desfigurada com o emblema do Sudão. |
|          | 1925–1956     | Bandeira da Força de Defesa do Sudão | uma tricolor horizontal de preto (acima), branco e preto com 2 espadas cruzadas no centro. |
|          | Abril de 1955 | Bandeira provisória do Sudão usada durante a Conferência de Bandungue (abril de 1955)                                                                                                 | Um campo branco com o nome do país escrito em vermelho no centro. |

### Sob o Sudão
| Bandeira | Data      | Uso                                           | Descrição                                                                                     |
| -------- | --------- | --------------------------------------------- | --------------------------------------------------------------------------------------------- |
|          | 1956–1970 | Bandeira do Sudão Independente                | Um tricolor horizontal de azul, amarelo e verde.                                              |
|          | 1956–1970 | Bandeira do Sudão Independente (variação 2:3) |                                                                                               |
|          | 1962–1970 | Bandeira Naval do Sudão                       | Um campo branco com a bandeira nacional do cantão.                                            |
|          | 1956–1970 | Bandeira do Serviço Aduaneiro Sudanês         | [ 17 ]                                                                                        |
|          | 1970–2011 | Bandeira do Sudão                             | Uma bandeira tricolor horizontal de vermelho, branco e preto; com um triângulo verde na base. |
|          | 1970–2011 | Bandeira do Sudão (variação 2:3)              |                                                                                               |
|          | 1970–2011 | Bandeira do Sudão (variante vertical)         |                                                                                               |

### Movimentos da independência
| Bandeira | Data      | Uso | Descrição |
| -------- | --------- | --- | --- |
|          | 1967–1969 | Bandeira da Frente de Libertação da Azânia (ALF) e do Governo Provisório do Sudão do Sul (SSPG)                         | Quatro faixas; vermelho, branco, preto, branco, vermelho                                                               |
|          | 1969–1971 | Bandeira usada pelo Governo Provisório do Nilo (GNP), mais tarde a República do Nilo, liderada por Gordon Muortat Mayen | Uma bandeira tricolor horizontal de vermelho, branco e verde; com um bico de sapato dentro de um disco azul no centro. |
|          | 1969      | A bandeira do Estado do Nilo, não está claro se a faixa final é azul ou verde                                           | Um tricolor de vermelho, preto e verde ou azul com um emblema de um escudo branco e lanças                             |
|          | 1969      | A bandeira do Estado do Nilo, não está claro se a faixa final é azul ou verde                                           | Um tricolor de vermelho, preto e verde ou azul com um emblema de um escudo branco e lanças                             |